# رون روبرتس (سياسي)
رون روبرتس (بالإنجليزية: Ronald Roy Roberts)‏ هو سياسي أسترالي، ولد في 1944. حزبياً، نشط في حزب العمال الأسترالي (فرع جنوب أستراليا) ‏. وقد انتخب President of the South Australian Legislative Council ‏ (5 مارس 2002 – 17 مارس 2006) وانتخب عضو مجلس جنوب أستراليا التشريعي وقد انضم خلال فترته النيابية (14 فبراير 1989 – 17 مارس 2006) للكتلة البرلمانية حزب العمال الأسترالي (فرع جنوب أستراليا) ‏.